# Supremația lui Bourne (film)
Supremația lui Bourne (titlu original: The Bourne Supremacy) este un film american din 2004 regizat de Paul Greengrass. Este al doilea film din seria de filme bazate pe romanele cu Jason Bourne scrise de Robert Ludlum. Este precedat de The Bourne Identity (2002) și continuat de The Bourne Ultimatum (2007), The Bourne Legacy (2012) și Jason Bourne (2016). Rolurile principale au fost interpretate de actorii Matt Damon ca Bourne, Brian Cox ca Ward Abbott, Joan Allen ca Pamela Landy și Julia Stiles ca Nicky Parsons. 

## Distribuție
- Matt Damon - Jason Bourne/David Webb
- Franka Potente - Marie Helena Kreutz
- Brian Cox - Ward Abbott
- Julia Stiles - Nicolette "Nicky" Parsons
- Karl Urban - Kirill
- Gabriel Mann - Danny Zorn, Abbott's assistant
- Joan Allen - Pamela Landy
- Marton Csokas - Jarda
- Karel Roden - Yuri Gretkov
- Tomas Arana - Martin Marshall
- Tom Gallop - Tom Cronin
- Tim Griffin - John Nevins
- Michelle Monaghan - Kim
- Ethan Sandler - Kurt
- John Bedford Lloyd - Teddy
- Oksana Akinshina - Irena Neski
- Chris Cooper - Alexander Conklin (nemenționat)